# 歐巴馬基金會
歐巴馬基金會（英語：Obama Foundation），是芝加哥的非營利組織，成立於2014年。監管巴拉克·歐巴馬總統中心的建造，並經營著我的兄弟守護者聯盟（這項計劃是巴拉克·歐巴馬當總統時運作的），並透過芝加哥大學的哈里斯公共政策學院展開獎學金計劃。

## 歷史
該基金會於2017年10月31日在芝加哥舉行首屆峰會。根據巴拉克·歐巴馬的說法，這個基金會將是他卸任總統後的活動核心，並認為基金會的活動可能比他在白宮的時間更重要。提交2019年6月的年度報告，2018年的捐款和實物捐贈總額為1.64億美元，比2017年籌集的2.32億美元減少了6780萬美元。
該基金會的第一任主席是尼日利亞經濟學家和曾任副國家安全顧問的阿德瓦萊·阿德耶莫，2019年8月就任主席；2020年，美國候任總統喬·拜登宣布選擇阿德耶莫擔任財政部副部長，因此由薇樂莉·賈萊特代理基金會的主席職位。

## 外部連結
- 官方网站
- 歐巴馬基金會的Facebook專頁
- 歐巴馬基金會的Instagram帳戶
- 歐巴馬基金會的X（前Twitter）